# Gillbeea papuana
Gillbeea papuana är en tvåhjärtbladig växtart som beskrevs av Schlechter. Gillbeea papuana ingår i släktet Gillbeea och familjen Cunoniaceae. Inga underarter finns listade i Catalogue of Life.